# Квапил, Ярослав
Ярослав Квапил (чеш. Jaroslav Kvapil; 25 сентября 1868, Худенице — 10 января 1950, Прага) — чешский поэт, драматург, театральный режиссёр

. Народный артист Чехословакии (1946).
Сборники его стихотворений: «Básníkův deník» (1887); «Padající hvězdy» (1889 и 1897); «Růžový keř» (1889); «Nad zříceninou Karlova mostu» (1890); «Tichá láska» (1891); «Liber aureus» (1894); «Oddanost» (1897). Ему принадлежат также лирическая трилогия «Memento» (1896), драматическая сцена «Přítmí» (1895), драма «Bludička» (1896) и др. Н. Новичем (псевдоним Н. Н. Бахтина) переведена на русский язык «Сказка про принцессу Одуванчик» (СПб., 1905). Квапилу принадлежит также либретто оперы Антонина Дворжака «Русалка» (1900).